# R16 (België)
De R16 of de Ring rond Lier is een onvoltooide ringweg rond de stad Lier, in de Belgische provincie Antwerpen. Deze ligt voor het grootste deel op het grondgebied van Lier zelf en een deel op grondgebied van Emblem, een deelgemeente van Ranst.
De R16 is geen autosnelweg noch autoweg en heeft grotendeels 2x2 rijstroken met een middenberm. Het verkeer op de kruispunten worden geregeld met verkeerslichten. 
De ring is geen volledige lus rond de stad. Ten noordoosten, tussen de N14 en de N13, is de ring onderbroken, deels omdat dit de (dure) overbrugging van de Grote en de Kleine Nete, van twee spoorwegen en bovendien een aantal onteigeningen zou vereisen. Anderzijds is de verbinding tussen de N14 (naar Oostmalle) en de N13 (naar Herentals) ook al gerealiseerd op het niveau van de E313.
De R16 heeft qua veiligheid een kwalijke reputatie: op de ring bevinden zich twee van de "zwarte kruispunten" in Vlaanderen voor wat betreft het aantal verkeersdoden. De Vlaamse Overheid besliste dat de kruispunten heraangelegd zouden worden, te beginnen in 2014 met het kruispunt met de Mechelsesteenweg (N14). Daar gaat de R16 nu via de Pallietertunnel (een tunnel in sleuf) onder de N14 door. 

## Trivia
De zanger Louis Neefs is op kerstdag 1980 samen met zijn vrouw op dit kruispunt om het leven gekomen.